# Nikolaus Geiler

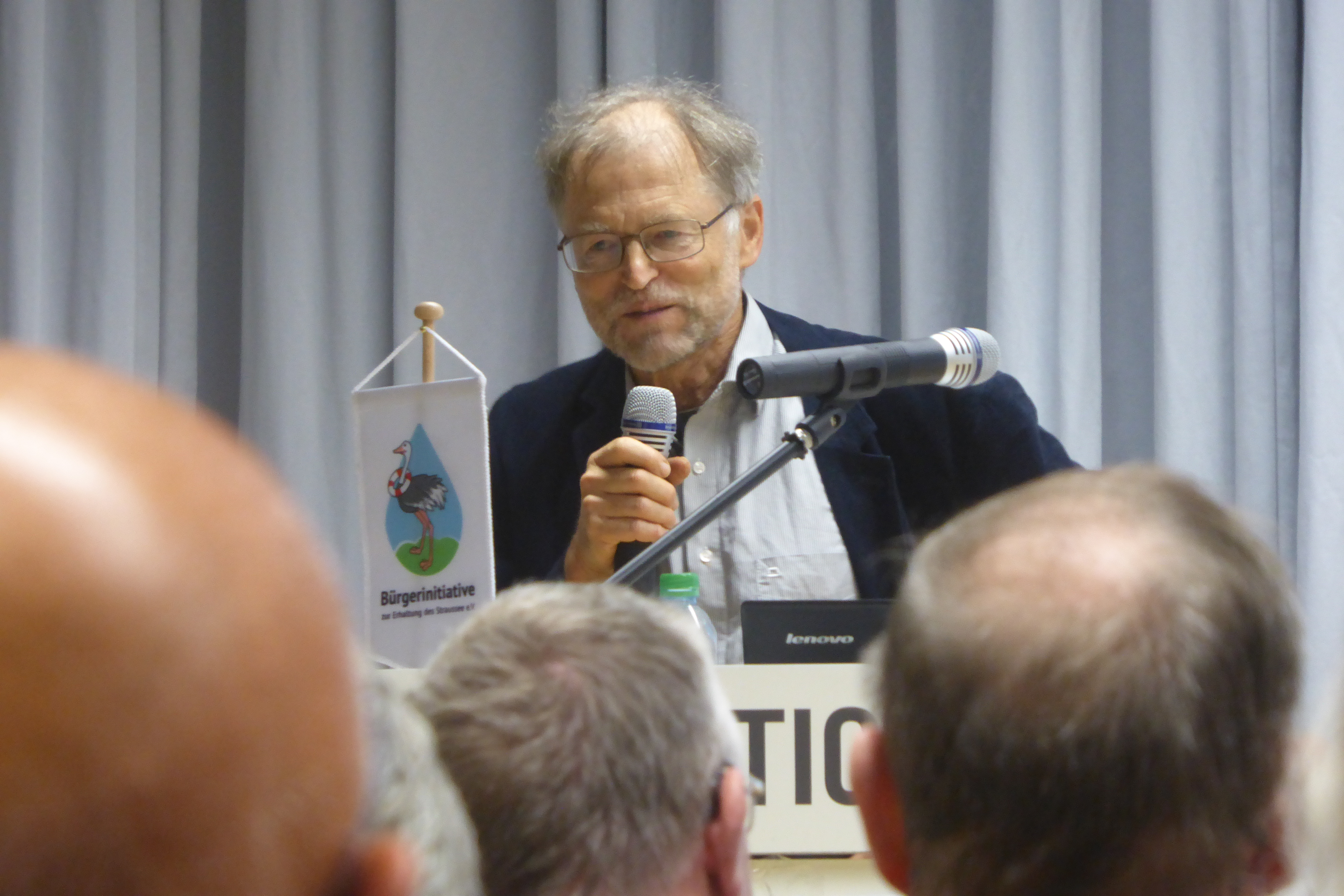
Nikolaus Geiler (2019)

Nikolaus „Nik“ Geiler (* 11. August 1952) ist ein deutscher Biologe, Chemiker, Limnologe, Hydrologe sowie Aktivist.

## Werdegang
Nikolaus Geiler schloss eine Lehre zum  Chemielaborwerker ab. Er studierte Biologie an der Universität Freiburg im Hauptfach: Limnologie und im Nebenfach u. a.: Hydrologie. Seit 1981 ist er freiberuflich im Bereich der Wasserwirtschaft und der Wasserpolitik tätig. Ab 1991 war er Lehrbeauftragter für Wasserrecht am Lehrstuhl für Hydrologie der Universität Freiburg.

## Aktivitäten
Seit den 1970er Jahren setzt sich Geiler für mehr Bürgerbeteiligung an den Prozessen und Entscheidungen der Wasserwirtschaft ein.
In den 1980er Jahren beschäftigte er sich intensiv mit der Reinhaltung des Rheins.
1981 begann Geiler mit seiner Tätigkeit im Arbeitskreis Wasser (AK Wasser) im Bundesverband Bürgerinitiativen Umweltschutz (BBU) e. V. und der Veröffentlichung des BBU-WASSER-RUNDBRIEF, der über das Geschehen in der bundesweiten und internationalen Gewässerschutzpolitik und in der Wasserwirtschaft berichtet. Von diesem Rundbrief sind bisher mehr als 1000 Ausgaben erschienen.

## Auszeichnungen
- 1986: 1. Preis der IKEA-Stiftung für herausragendes Gewässerschutzengagement – dotiert mit 10.000 DM[1]
- 1998: 1. Preis der Gerolsteiner-Stiftung „Blauer Planet – Preis für aktiven Wasserschutz“ für „hervorragendes Engagement“ und den „Vorbildcharakter“ der Gewässerschutzaktivitäten – dotiert mit 10.000 DM.[1]
- 2017: wurde ihm der Wolfgang Staab-Naturschutzpreis der Schweisfurth-Stiftung verliehen.[12]
- 2024: Mitwelt-Preis der Mitwelt Stiftung Oberrhein[13]